# Arrondissement di Argelès-Gazost
L'arrondissement di Argelès-Gazost è un arrondissement dipartimentale della Francia situato nel dipartimento degli Alti Pirenei, nella regione dell'Occitania.

## Geografia fisica
Il capoluogo dell'arrondissement è Argelès-Gazost ma il centro più popoloso è la cittadina di Lourdes.

## Composizione
L'arrondissement di Argelès-Gazost raggruppa 87 comuni in 3 cantoni:
- cantone di Lourdes-1
- cantone di Lourdes-2
- cantone di La Vallée des Gaves